# Гурченков, Сергей Сергеевич
Сергей Сергеевич Гурченков (1 мая 1983, Москва, СССР) — российский футболист, полузащитник.

## Карьера
Воспитанник СДЮШОР «Спартак» Москва. В 2000 году в последнем туре провёл единственный матч в высшей лиге чемпионата России за «Спартак». Также играл за «Сатурн» Раменское, «Сатурн» Егорьевск, «Олимп» Железнодорожный и «Знамя Труда» Орехово-Зуево.
По завершении карьеры игрока в 2008—2014 годах работал тренером в академии «Спартак» им. Фёдора Черенкова. С 2016 года — тренер академии «Локомотива».